# Observatorul de Nord
Observatorul de Nord este un ziar independent din Soroca, Republica Moldova, care este inclus în Catalogul ÎS „Poșta Moldovei”. Apare în limbile română și rusă în variantă policromă și este distribuit pe teritoriul raioanelor Raionul Soroca, Drochia și Telenești. Tirajul ziarului este de peste 8000 de exemplare săptămânal. Ziarul este membru al Biroului de Audit al Tirajelor din Republica Moldova și un membru activ al Asociației Presei Independente, afiliată WAN (Organizația Internațională a Ziarelor).
Lansarea a avut loc la 3 noiembrie 1998. Ziarul a fost fondat de Elena Cobăsneanu și înregistrat la Camera Înregistrării de Stat, Ministerul Dezvoltării Informaționale al Republicii Moldova (actualul Minister al Tehnologiei Informației și Comunicațiilor).

## Distincții
Distincțiile acordate colegiului de redacție a ziarului includ:
- „Ziarul cu cel mai reușit design” în cadrul Asociației Presei Independente din Republica Moldova, 2003
- Titlul de „Cel mai bun manager în cadrul Asociației PreseiIndependente” acordat Elenei Cobăsneanu în 2004
- Tatiana Zabulica-Mitrofan, câștigătoare în topul „10 jurnaliști ai anului”, laureată a mai multor concursuri profesionale naționale
- Vadim Șterbate, laureat al mai multor concursuri profesionale republicane și internaționale
- Victor Cobăsneanu, câștigător în topul „10 jurnaliști ai anului”

Ziarul mai este deținător al unui Premiu Internațional pentru business prestigios, laureat al premiului „Clopotul de bronz” pentru consecvență și curaj în promovarea accesului la informație în anul 2008 și deținător al Diplomei de mențiune din partea Camerei de Comerț și Industrie din Republica Moldova.